# Sieseby
Sieseby (dänisch Siseby) ist ein Ortsteil der Gemeinde Thumby im Kreis Rendsburg-Eckernförde in Schleswig-Holstein. Die Gemeinde Thumby liegt im Westen der Halbinsel Schwansen direkt an der Schlei. Der Gemeinde gehören die Dörfer Thumby, Sieseby, Börentwedt (Borntved) und Sensby und die Güter Bienebek (Binebæk), Staun (Stavn), Marienhof, Guckelsby (Guggelsby) und Grünholz (Grønholt) an. Zusätzlich gibt es weitere Ortsteile, die teilweise nur aus Einzelgehöften bestehen.
Der Ort Sieseby liegt unmittelbar an der Schlei und verfügt über einen Fähranleger mit einigen Liegeplätzen und eine Slipanlage zum Slippen von kleinen Booten. In den Sommermonaten wird die Anlegestelle von der öffentlichen Schlei-Schifffahrt angelaufen. Verkehrsmäßig ist Sieseby über die Kreisstraße K77, die von der B 203 abzweigt, zu erreichen.
Besonders bekannt ist Sieseby durch seine zahlreichen restaurierten reetgedeckten Häuser. Seit 2000 steht der Ort als erstes Flächendenkmal in Schleswig-Holstein unter Denkmalschutz.

## Geschichte
Schon verhältnismäßig früh ist der Ort Sieseby belegt. In einer Urkunde aus dem Jahr 1267 heißt es ecclesie Siceby. Später änderte sich der Namen über Ciceby, Tzitzebu zu Sysbuykirch und Siseby.
1252 wird Thumby erstmals erwähnt. Die Gemeinde Thumby wurde 1876 aus einem Teil des Gutsbezirkes Maasleben gebildet und umfasste zunächst nur ein Gebiet von 606 ha. 1928 wurden die ehemaligen Gutsbezirke Bienebek und Marienhof angeschlossen. Ebenso kam Staun hinzu, ein Teil des aufgelösten Gutsbezirkes Grünholz sowie kleinere Gebiete der Gutsbezirke Karlsburg, Stubbe, Krieseby und Maasleben wurden Thumby angeschlossen.
Der Ort wurde 1887 von der herzoglichen Familie Schleswig-Holstein-Sonderburg-Glücksburg zusammen mit Gut Bienebek für 615.000 Reichstaler erworben. Der Vorbesitzer von Gut und Dorf war der Hamburger Kaufmann Gustav Anton Schäffer, der ab 1839 für seine Gutsarbeiter neue Häuser bauen ließ, die auch heute noch die Initialen GAS tragen. Noch heute gehören die meisten dieser Häuser zum Herzoglichen Glücksburgischen Güterfideikommiß.

## Sehenswürdigkeiten
Das älteste Bauwerk in der Gemeinde ist die Kirche in Sieseby, die wohl im Kern schon im 12. Jahrhundert errichtet wurde. Sie stammt aus der Zeit der Romanik. Baumaterial war bearbeiteter Feldstein. Eine Erweiterung erfuhr der Bau im 13. Jahrhundert. Gleichzeitig mit dem Anbau eines weiteren Chores nach Osten hin wurde ein Kreuzrippengewölbe eingezogen. In einer Urkunde vom 15. August 1267 wird zuerst von der Existenz eines Kirchspiels in Sieseby berichtet. Sie besitzt eine Orgel, die von den dänischen Orgelbauern Marcussen & Søn gebaut wurde.
Gut Bienebek, zu dessen Gutsbezirk das Dorf lange gehörte, wurde erstmals 1507 erwähnt. Das im 17. Jahrhundert errichtete Herrenhaus wurde mehrmals umgebaut. Zum nicht öffentlich zugänglichen Gut gehören Wirtschaftsgebäude aus dem 17. bis 20. Jahrhundert.

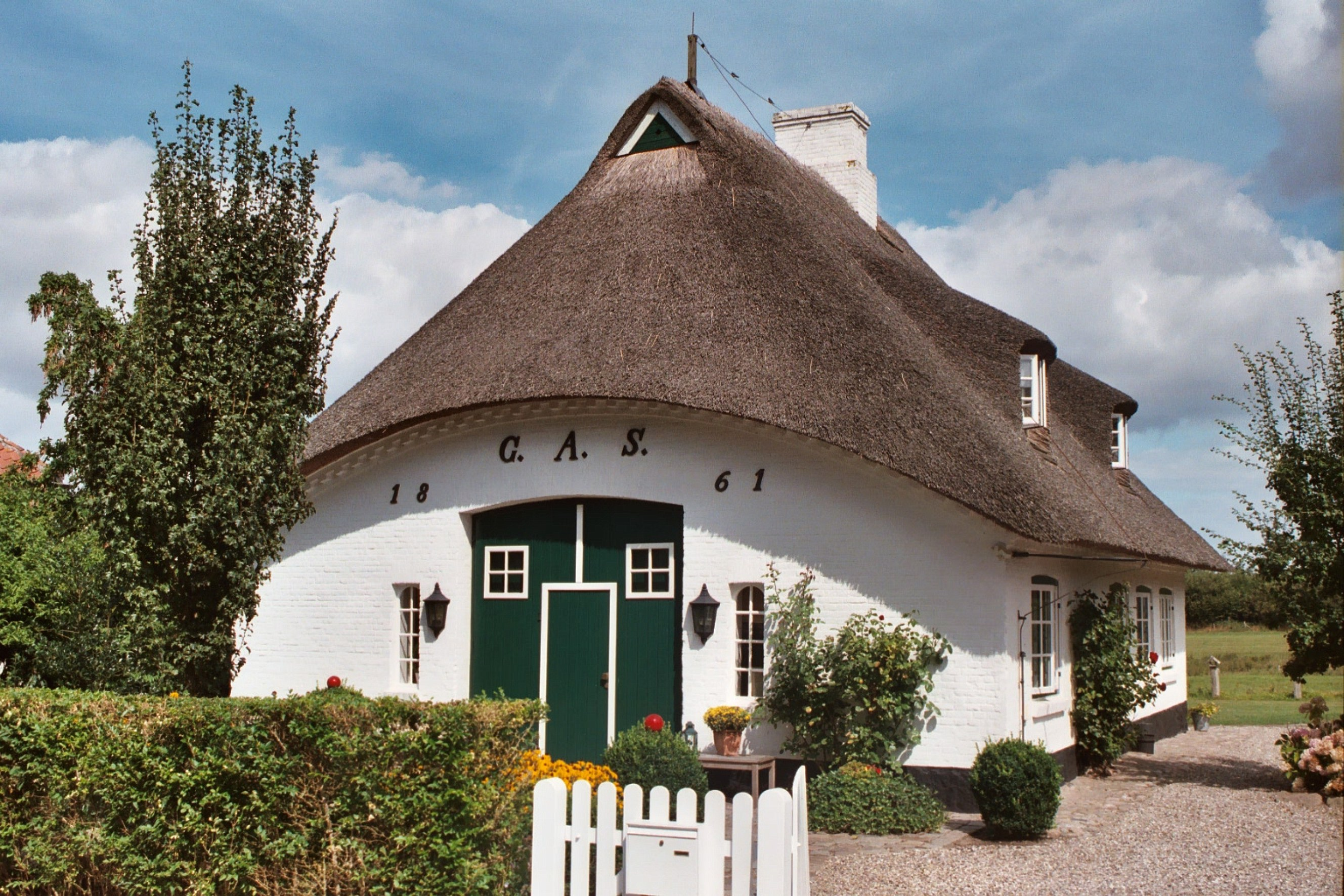
Reetdachhaus, Sieseby, Initialen GAS und Jahreszahl 1861
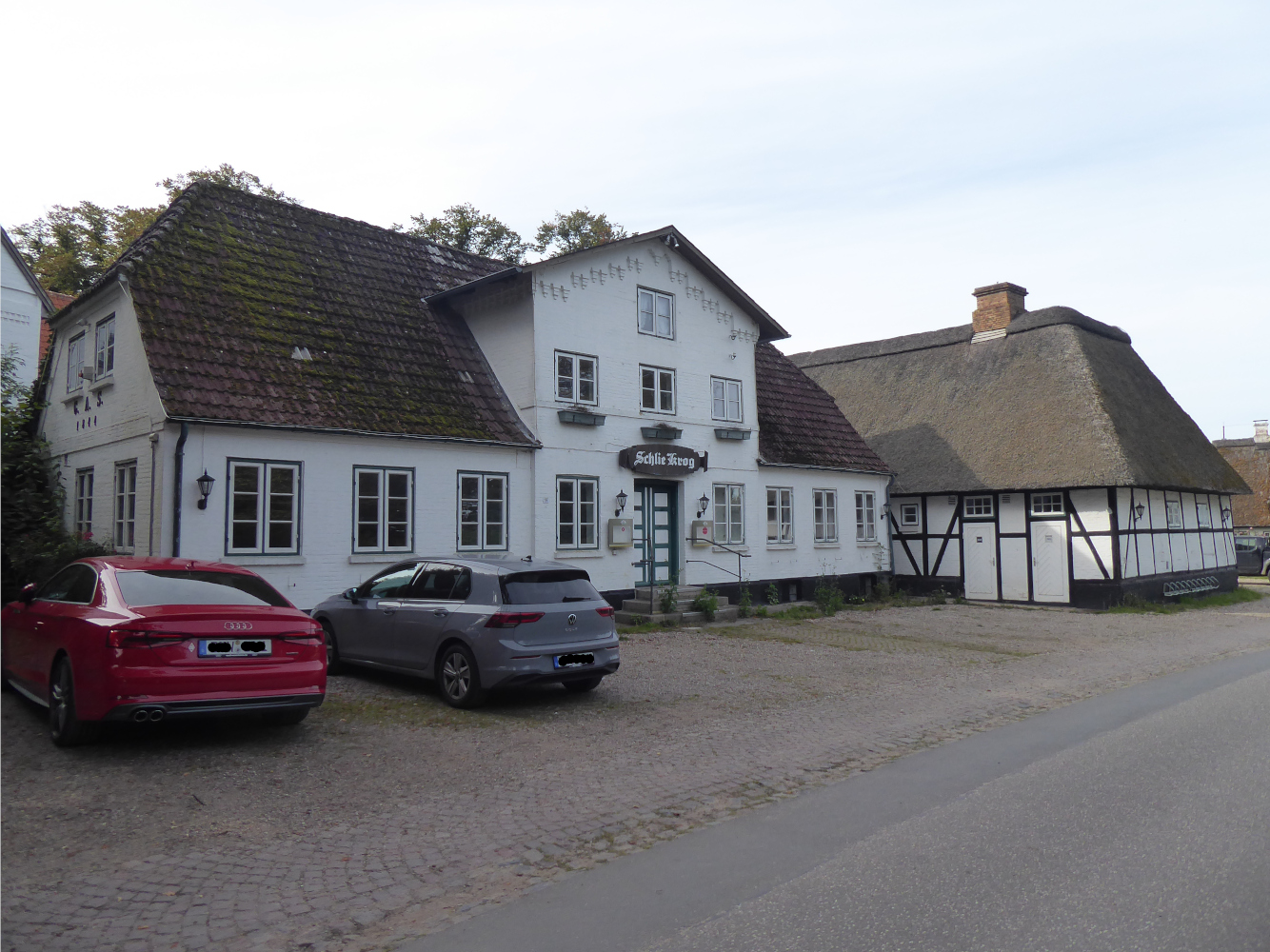
Ehemalige Gastwirtschaft Schlie-Krog
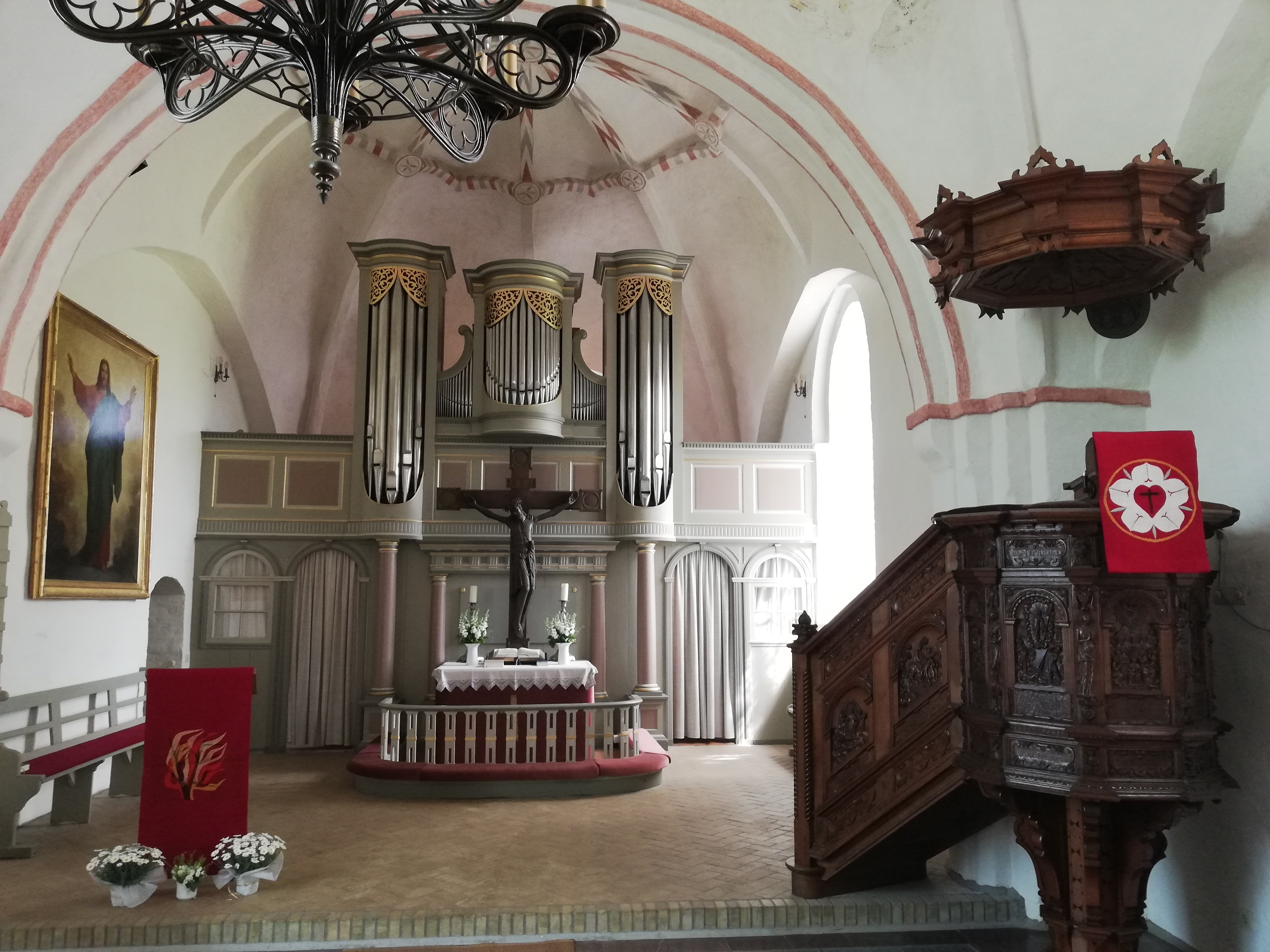
Kirche Sieseby, Innenraum mit Altar, Orgel und Kanzel
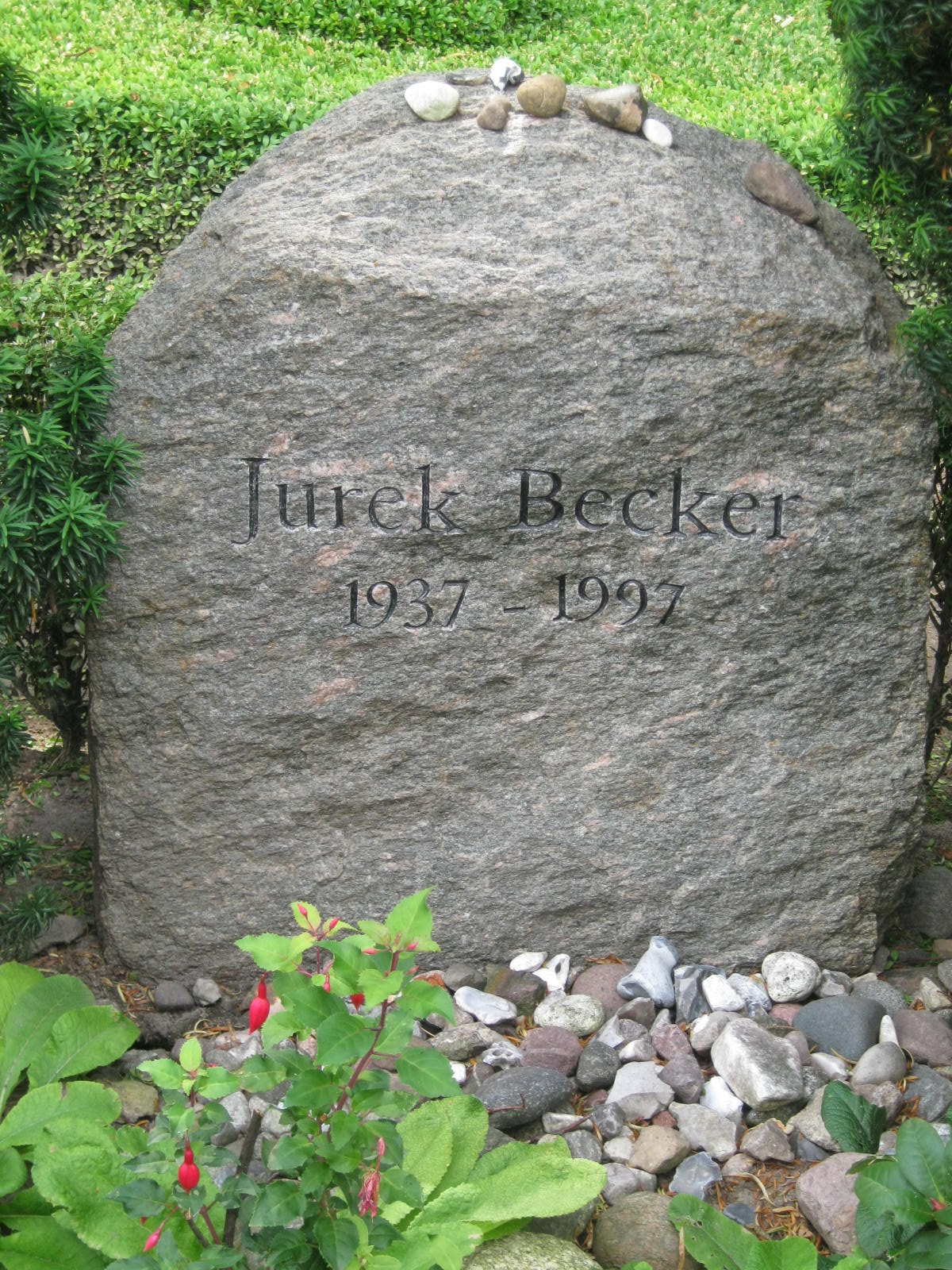
Grab von Jurek Becker
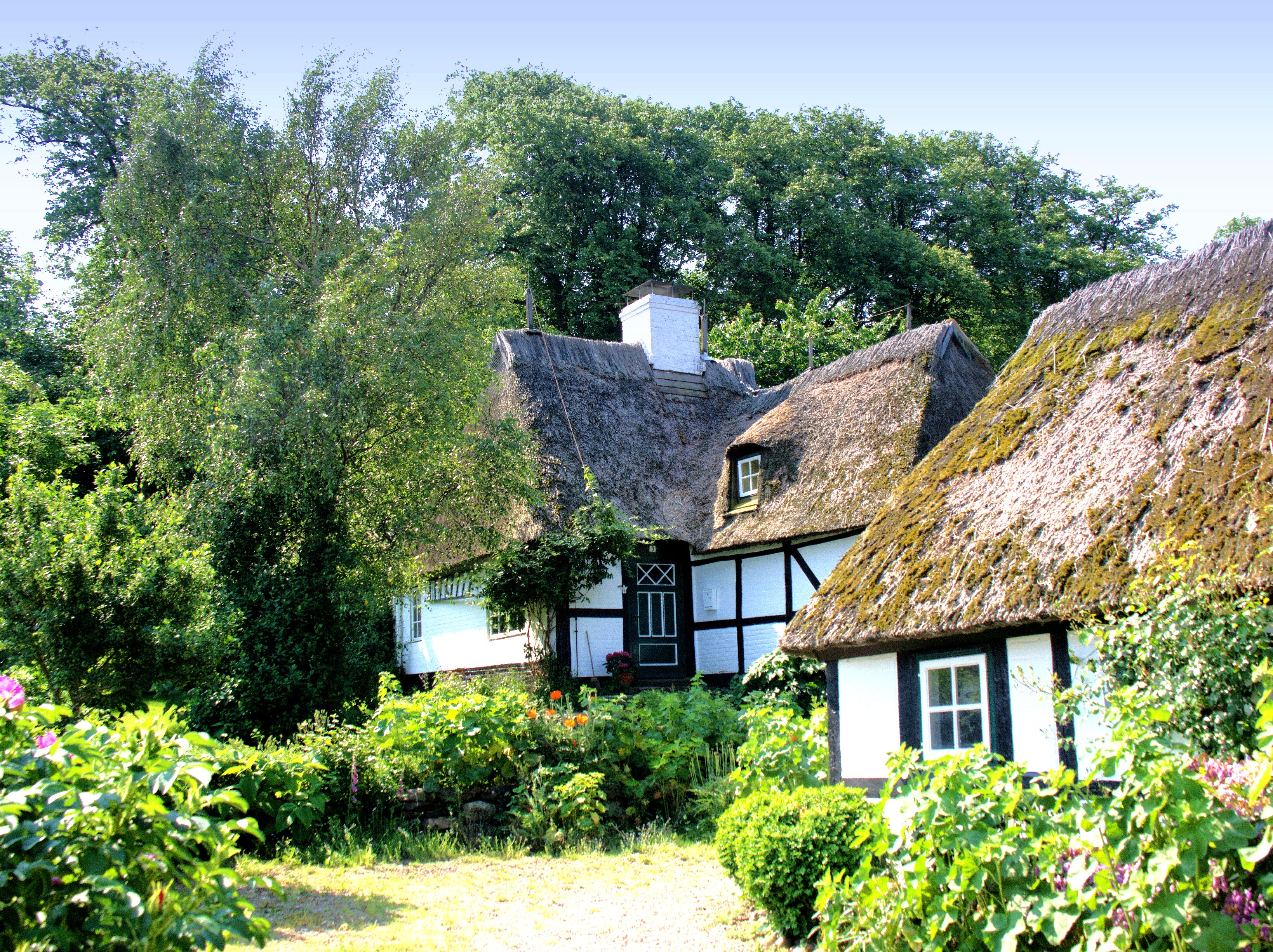
Reetdachhäuser direkt an der Schlei
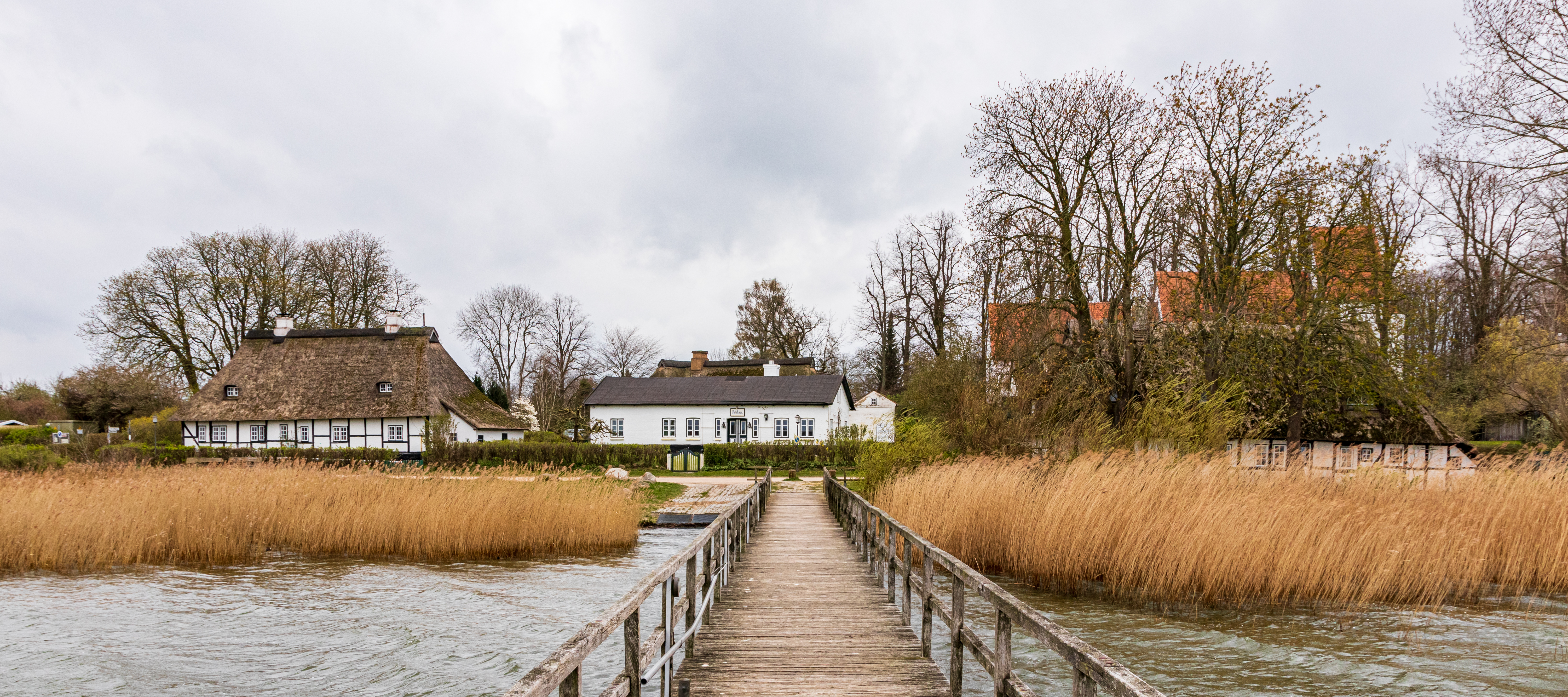
Fähranleger Sieseby an der Schlei mit Fährhaus
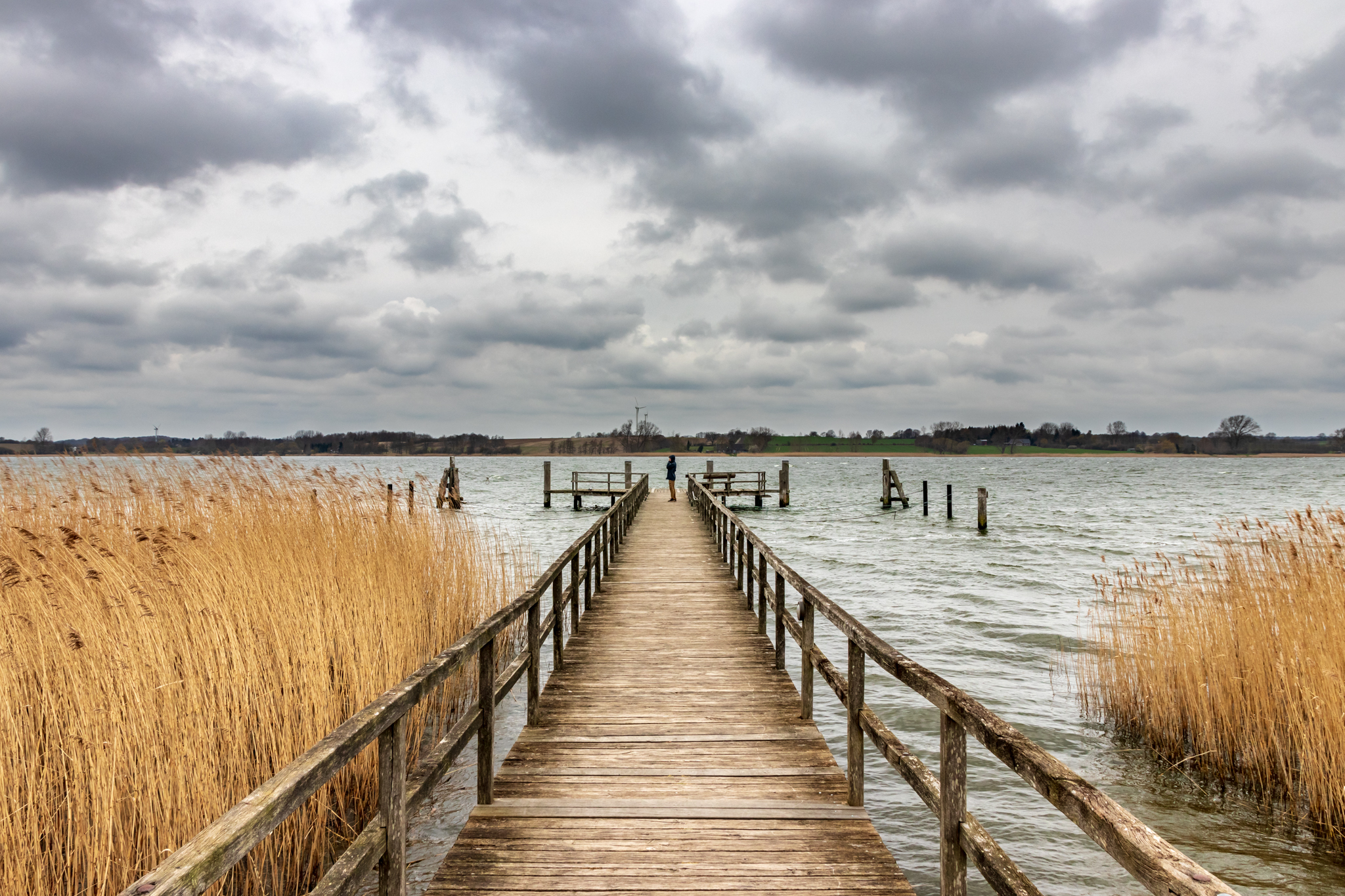
Fähranleger Sieseby, Schlei
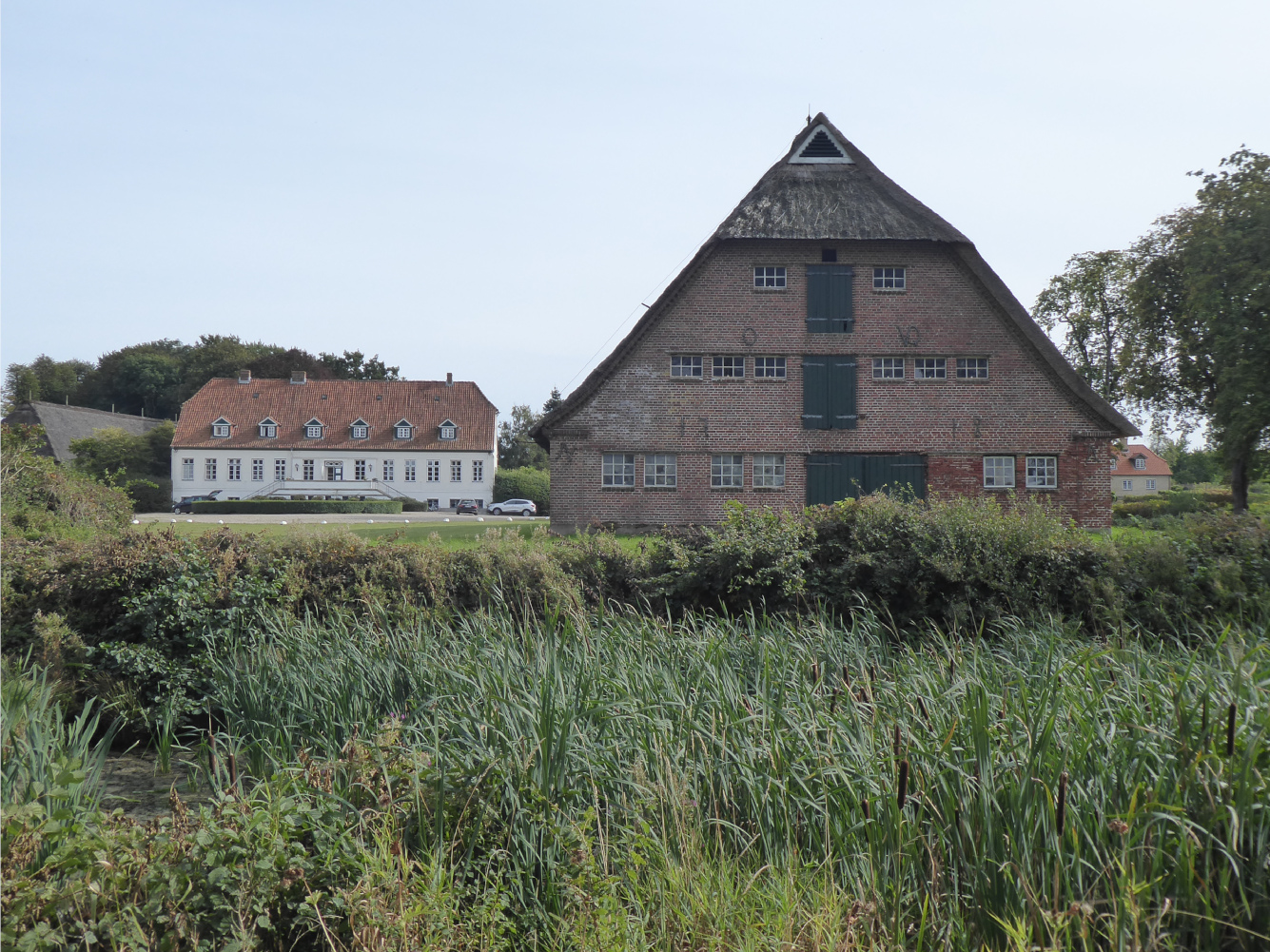
Gut Bienebek